# Толочко Петро Петрович
Петро́ Петро́вич Толо́чко (21 лютого 1938 , Пристроми, Київська область  — 28 квітня 2024 , Київ ) — український історик, професор (1988), академік НАН України, член Президії НАН України (з 1998 року), директор Інституту археології НАН України (1987—2016), почесний директор Інституту археології НАН України (з 2016 року), доктор історичних наук, Народний депутат України III і IV скликання. Входив до складу наукової ради Українського історичного журналу. Володів німецькою мовою.
Окрім наукової діяльності, активно займався пропагандою російських імперських наративів щодо історії України, був членом різних проросійських партій та рухів, вважав себе частиною «Русского мира». Зокрема, очолював проросійську політичну партію Слов'янський народно-патріотичний союз (2003—2005), був членом президії «Всесвітнього російського народного собору», заперечував твердження, що Голодомор був геноцидом проти українського народу, публічно критикував надання Православній Церкві України Томосу, висловився проти Помаранчевої революції та євроінтеграції України.

## Життєпис та наукова діяльність
Народився 21 лютого 1938 року в селі Пристроми Бориспільського району Київської області. 1960 року закінчив історико-філософський факультет Київського університету, 1966 року — аспірантуру Інституту археології АН УРСР. Кандидатська дисертація «Історична топографія стародавнього Києва» (1966), докторська дисертація «Київ і Київська земля в період феодальної роздрібненості Русі XII—XIII ст.» (1981).
У 1960—1961 рр. — науковий працівник Музею українського мистецтва. З 1961 року — в Інституті археології АН УРСР: молодший науковий працівник (1961—1966), вчений секретар (1966—1970), старший науковий працівник (1970—1972), завідувач відділу археології Києва (1972—1982). З 1982 року — завідувач відділу давньоруської і середньовічної археології. З 1987 року — директор Інституту археології НАН України. 1990 року П. П. Толочка обрано академіком НАН України.
У 1993—1998 роках — віцепрезидент НАН України.
Зробив вагомий внесок у розв'язання актуальних проблем історії східних слов'ян, Київської Русі та українського середньовіччя. Він автор близько 400 наукових праць, у тому числі 25 монографій, серед яких «Історична топографія стародавнього Києва» (1970), «Древний Киев» (1983), «Історичні портрети» (1991), «Літописи Київської Русі» (1994), «Володимир Святий — Ярослав Мудрий» (1996), «Від Русі до України» (1997) та ін. Петрові Петровичу належить понад 200 публіцистичних і белетристичних праць, у яких розглянуто важливі проблеми становлення української державності, формування політичної нації, громадянського суспільства та його еліти, визначення національної ідеї.
За цикл робіт з історії та археології Києва П. П. Толочко отримав Державну премію УРСР у галузі науки і техніки (1983), а за цикл праць «Давня історія України» в трьох томах, а також монографію «Етнічна історія давньої України» він ушанований званням лауреата Державної премії України за 2002 рік. За дослідження проблем урбанізації Київської Русі йому присуджено премію НАН України імені Грушевського (1992).
Член Виконавчого комітету Міжнародної унії слов'янської археології, член-кореспондент Центрального Німецького інституту археології (Берлін), член Академії Європи (Лондон), почесний доктор Російської академії наук. Іноземний член Російської академії наук (з 2011). Один з ініціаторів створення Українського товариства охорони пам'яток історії та культури, з 1989 по 2015 роки очолював його. Член правління Національної спілки краєзнавців України (до 2016 р.).
Був головним редактором наукового журналу «Археологія», головою редакційної ради журналу «Культура народів Причорномор'я», членом редакційних колегій часописів «Київська старовина» та «Український історичний журнал».
Помер 28 квітня 2024 року у віці 86 років у київській лікарні "Феофанія". Був похований 2 травня на Білому кладовищі в селі Білогородка Бучанського району Київської області.

## Політичні погляди та політична діяльність

### Російські історичні наративи у світогляді Петра Толочка
Вважав відомості про племінний союз полян як загалом легендарні. Був не згоден із торговими теоріями походження давньоруської державності та з трактуванням Голодомору як геноциду українського народу. Вважав, що не було гонінь на українську культуру. Про сучасне становище історії в Україні казав таке:
Я аналізував підручники для середньої та вищої школи. Дуже невтішна картина. Вони неймовірно ідеологізовані. У ранніх історичних періодах все проголошується українським — починаючи від Трипілля й завершуючи Київською Руссю. І ці дурниці вводять у підручники, і діти, звісно, вже всмоктують цю міфологію. Наприклад, що Київську Русь створили українці. Для більш пізнього періоду, після Богдана Хмельницького — лінія суцільного негативу. Так подається, що це була якась чорна діра в історії України.
Також вважав, що не варто змішувати Київську Русь і русичів із сучасними східними слов'янами — росіянами, українцями та білорусами:
«Немає нічого образливого в тому, що за часів Київської Русі ніякої України не було. Росії ж теж не було, якщо комусь від цього легше! Як я кажу, русичам і в страшному сні не могло привидітися, що хтось із них буде українцем, хтось білорусом, а хтось росіянином. Вони були просто русичами. Вони просто русичі. Давні русичі. І смішно, коли в нас кажуть, що Володимир Мономах був українцем, а його син Юрій Долгорукий та онук Андрій Боголюбський були чистокровними москалями. Нісенітниця!».
У своїй книзі «Давньоруська народність: уявна чи реальна» Толочко дослідив проблему: чи справді існувала давньоруська народність? На підставі комплексного вивчення джерел та історіографії прийшов до думки про існування в X—XIII століттях єдиної давньоруської етнокультурної та соціальної спільності, яка цілком відповідає поняттю народності.

### Політична діяльність
Народний депутат України 3-го (1998—2002) (по багатомандатному округу від Всеукраїнського об'єднання «Громада» 2-й номер у списку і 4-го (2002—2006) скликань (по багатомандатному округу від Виборчого блоку політичних партій «Виборчий блок Юлії Тимошенко» 9-й номер у списку. Був членом Комітету Верховної Ради України з питань науки і освіти. 
У 2008 році разом з іншими українськими науковцями, політиками та політологами написав листа президентові Віктору Ющенку. У ньому говорив про своє занепокоєння державною політикою, спрямованою, на його думку, на спотворення історії України. Вважав, що його лист справив враження на міжнародну спільноту. Його, наприклад, надрукувала французька газета «Ле фігаро». Відповідь не надійшла. Толочко вважав, що Ющенка цей напрямок суспільної думки не цікавить.
У 2010 році демонстративно залишив Громадську раду з питань гуманітарної політики під керівництвом тодішнього президента Віктора Януковича на знак незгоди з його указом про відзначення 1000-річчя Софії Київської у 2011 році, — російські академічні історики, попри розшифровані нові графіті, наполягали на традиційній пізнішій даті, яка робила Новгородську Софію старшою.
У жовтні 2011 р. представив у Києві доповідь Сергія Кургіняна «Росія-Україна: потрібна повноцінна стратегія», яку було оприлюднено напередодні в газеті «Завтра» (головний редактор — Олександр Проханов). Доповідь критикувала українську політику євроінтеграції, зокрема, наміри отримання асоційованого членства в Європейській асоціації вільної торгівлі як альтернативу включення до Митного союзу. Результатом можливого приєднання України до ЄАВТ в доповіді було проголошено «геополітичну катастрофу, яку за масштабами та наслідками можна порівняти з розпадом СРСР».
Із приводу нагородження Володимира Білінського премією ім. І. Франка написав президентові Януковичу відкритого листа, в якому просив скасувати рішення про присудження державної премії.
Є автором ряду публікацій критичного характеру на тему подій Євромайдану та українського сьогодення в російських інтернет-виданнях, а також підтримував погляди Путіна на історичну спадщину.
Петрові Толочку ставлять за провину сепаратистські висловлювання, підтримку проросійської пропаганди, співзасновництво «Слов'янського народно-патріотичного союзу», участь у керівному органі «Всесвітнього російського народного собору» тощо. У 2016 році під тиском громадськості його було звільнено з посади директора Інституту археології НАН України., на що письменник Павло Правий відгукнувся такими словами:
«Це велике свято для всіх українських істориків. Толочко — видатний „совок“ та історик промосковських поглядів, „хрещений батько“ української „історичної мафії“, який досі топче рідкісні паростки всього прогресивного, що є в нашій історіографії».
Одночасно з'явилась анонімна публікація, де в іронічній формі обстоюється нібито «український патріотизм» та «антипутінізм» Толочка.

Брав участь у відкритті ХХІІ Всесвітнього російського народного собору 1 листопада 2018 року в Державному Кремлівському палаці в Москві за присутності президента Росії Путіна та Патріарха Московського Кирила, де назвав себе частинкою «русского міра». Після цього НАН України заявило, що це була особиста позиція Толочка, а не НАН.
«Я вважаю себе часткою Русского міра».

Виступав із критикою надання Православній Церкві України Томосу, називавши його «політичною акцією». У грудні 2020 року сказав:
«Томос, який у 2018 році було надано Варфоломієм, — це абсолютно розпіарений акт. Фактично Варфоломій не має права денонсувати Томос своїх попередників у Патріаршому престолі. Томос 1686 року абсолютно юридичний і канонічно бездоганний. Варфоломій не мав права його денонсувати. Наскільки я розумію, цього й не було зроблено. Так що цей сьогоднішній Томос — це політична акція».
18 січня 2022 року взяв участь у круглому столі Російського історичного товариства під головуванням директора Служби зовнішньої розвідки РФ Сергія Наришкіна, який було присвячено питанням вивчення історії України та приурочено до 368-ї річниці Переяславської ради.
Після початку повномасштабного російського вторгнення в Україну, 8 березня 2022 підписав Колективну заяву до Президії Російської академії наук від членів НАН України — іноземних членів РАН, у якій науковці заявили про засудження війни та вихід зі складу іноземних членів РАН.

## Родина
Батько історика Олексія Толочка.

## Нагороди та відзнаки

### Українські
- Орден князя Ярослава Мудрого V ст. (23 лютого 1998) — за визначний особистий внесок у розвиток археології, збагачення історичної науки фундаментальними дослідженнями про Київську Русь та стародавній Київ[38]
- Лауреат Премії НАН України імені М. С. Грушевського (1991) за цикл робіт з історії Київської Русі та археології
- Державна премія України в галузі науки і техніки 2002 року — за цикл праць «Давня історія України» та «Етнічна історія давньої України» (у складі колективу)[39]
- Орден князя Ярослава Мудрого IV ст. (21 лютого 2003) — за визначні особисті заслуги перед Українською державою у розвитку історичної науки, активну громадсько-політичну та законотворчу діяльність[40]
- Лауреат Премії НАН України імені М. І. Костомарова (2007) за монографію «Давньоруські літописи і літописці X—XIII ст.»
- Почесний краєзнавець України (2013)
- Орден князя Ярослава Мудрого III ст. (16 травня 2013) — за вагомий особистий внесок у розвиток вітчизняної науки, зміцнення науково-технічного потенціалу України, багаторічну сумлінну працю та високий професіоналізм[41]

### Радянські та російські
- Орден «Знак Пошани» (1982)
- Почесний доктор Російської Академії Наук
- Орден Дружби (Російська Федерація) (2008)
- Лауреат Премії імені Олександра Невського (2012)
- Почесний доктор Санкт-Петербурзького гуманітарного університету профспілок (2016)[42]
- Спеціальний приз Міжнародного Слов'янського літературного форуму «Золотий Витязь» (2021)[43]

## Наукові роботи
Автор близько 300 наукових і понад 100 науково-популярних праць, зокрема:
- П.П. Толочко. рос. Киев и Киевская земля в эпоху феодальной раздробленности XII–XIII веков / Редактор В. А. Годлевская, Художественный редактор Л. И. Андриевский, Технический редактор М. А. Притыкина, Корректоры Е. Н. Межерицкая, А. С. Улезко, В. Н. Божок. — Київ : «Наукова думка», 1980. — 224 с.
- «Історична топографія стародавнього Києва» (1970)
- «Древний Киев» (1976)
- Толочко П. П., Кузьмин А. Г. Начальные этапы древнерусского летописания. Москва: Издательство Московского университета, 1977, 406 с.
- Котляр Н. Ф., Толочко П. П. Советская историография Киевской Руси. Ленинград: Наука, 1978, 280 с.
- Толочко П. П., Котляр М. Ф. Данило Галицький. Київ: Наукова думка, 1979, 186 с.
- «Древний Киев» (1983)
- «Древняя Русь» (1986)
- «Древнерусский феодальный город» (1989)
- «Історичні портрети» (1991)
- «Літописи Київської Русі» (1994)
- «Київська Русь» (1996)
- «Володимир Святий — Ярослав Мудрий» (1996)
- «Від Русі до України» (1997)
- «Давня історія України: В 3-х т.» (редактор) (1998)
- «Україна крізь віки: Т. 4. Київська Русь» (з О. Толочком) (1998)
- «Кочевые народы степей и Киевская Русь» (1999)
- «Етнічна історія давньої України»/ П. П. Толочко, Д. Н. Козак, О. П. Моця, В. Ю. Мурзін, В. В. Отрощенко, С. П. Сегеда (2000)
- «Дворцовые интриги на Руси» (2001)
- «Ярослав Мудрий» (2002)
- «Давньоруські літописи і літописці Х — ХІІІ ст.» (2005)
- «Археология и древняя история (в защиту исторического марксизма)» (2007)
- Пінчук Ю. А. Захист докторської дисертації П. П. Толочком // Український історичний журнал. — Київ: Наукова думка, 1981. — № 4. — С. 157—158
- Толочко П. ІІ. Нестор — літописець Київської Русі // Український історичний журнал. — Київ: Наукова думка, 1981. — № 12. — С. 27—31
- Обговорення нової концепції передісторії Київської Русі академіка Б. О. Рибакова /Ф. П. Шевченко, Б. А. Шрамко, В. Д. Баран, В. В. Ауліх, Я. Д. Ісаєвич, П. П. Толочко, М. Ф. Котляр, Г. Я. Сергієнко // Український історичний журнал. — Київ: Наукова думка, 1981. — № 10. — С. 39—53
- Сказание о начале Печерского монастыря и его автор // RUTHENICA. — Київ: Інститут історії України НАН України, 2003. — № 2. — С. 115—125
- Повесть о походе Игоря Святославича в Ипатьевской летописи // RUTHENICA. — Київ: Інститут історії України НАН України, 2004. — № 3. — С. 124—134
- Статья 6731 года Галицко-Волынской летописи и время её написания // RUTHENICA. — Київ: Інститут історії України НАН України, 2005. — № 4. — С. 47—53
- Гадания по псалтыри // RUTHENICA. — Київ: Інститут історії України НАН України, 2006. — № 5. — С. 257—259
- Литовский князь Войшелк в русских летописях // RUTHENICA. — Київ: Інститут історії України НАН України, 2006. — № 5. — С. 117—127
- Толочко П. П. Недужко Ю. В. Тисячоліття хрещення Руси-України. Відзначення світовою громадськістю всесвітньо-історичної події // Український історичний журнал. — Київ, «Дієз-продукт», 2007. — № 5. — С. 223
- О значении и происхождении летописного слова «сайгат» // RUTHENICA. — Київ: Інститут історії України НАН України, 2007. — № 6. — С. 356
- «Полъ търтака Корьсоуньского» // RUTHENICA. — Київ: Інститут історії України НАН України, 2008. — № 7. — С. 190
- Редакция Повести временных лет игумена Сильвестра: историческая реальность или учёная фикция? // RUTHENICA. — Київ: Інститут історії України НАН України, 2008. — № 7. — С. 130

## Статті в інтернеті
- Редакция Повести временных лет игумена Сильвестра: историческая реальность или ученая фикция?
- «Полъ търтака Корьсоуньского»
- О значении и происхождении летописного слова «сайгат»
- Литовский князь Войшелк в русских летописях
- Статья 6731 года Галицко-Волынской летописи и время её написания
- Повесть о походе Игоря Святославича в Ипатьевской летописи
- Сказание о начале Печерского монастыря и его автор
- Гадания по псалтыри
- Тисячоліття хрещення Руси-України. Відзначення світовою громадськістю всесвітньо-історичної події
- Слава шведским освободителям!
- Академик П. П. Толочко «Есть украинский народ, но нет политической украинской нации»
- Петр Толочко: «В ненависти к русским мы проклинаем и самих себя» (интервью изданию «2000»: № 16 (862) 20—26 апреля 2018 г.)